# 日本会议
日本会议是日本最大的极端民族主义、極右派的非政府组织和遊說團體。它成立于1997年，拥有约40,000名成员。该组织在日本政府的立法和行政機構具有影响力。日本前首相安倍晋三曾担任日本会议的特别顾问。该组织的目標是推動修改日本国宪法，廢除日本國憲法第九條，促进日本爱国主义教育，支持日本官员参拜靖国神社。

## 成立歷程
1997年5月30日，統合守護日本的集會和守護日本的國民會議成立。
1974年4月，圓覺寺管長朝比奈宗源呼籲神道·佛教界的新宗教成立守護日本集會，針對政治課題開展了各種保守的政治運動。
保衛日本的國民會議成立於1981年10月。根據曾擔任大法院院長的石田和外等人的號召，以經濟界人士、學者爲中心，以制定元號法爲目的，於1978年7月成立的元號法制化實現國民會議爲基礎，對其進行了改組。

## 活動和主張
重建美麗的日本和建設一個值得驕傲的國家，並提議進行政策建議和國民運動。主要的活動和主張有以下幾種：
- 皇室
  - 以男系穩定繼承皇位爲目的的皇室典範修訂。
  - 皇室到地方行幸啓時的奉迎活動。
- 憲法
  - 制定代替現行憲法的新憲法。[30]
- 教育
  - 糾正學校教科書中的「自虐」和「反國家」描述
  - 制定《家庭教育基本法》，以「父母學習」為基礎，對父母進行再教育，消除欺淩行為等。
  - 糾正「權利偏見教育特別過重」
  - 糾正「自虐歷史教育，以邪惡的方式破壞日本歷史」
  - 糾正「無性別教育猖獗」
  - 促進學校升國旗和唱國歌運動
  - 教育委員會制度改革
  - 制定《新教育基本法》，包括「公共思想」、「愛國主義」和「豐富的情感」教育
  - 制定《國旗國歌法》
- 國防
  - 修訂《日本海上保安廳法》
  - 制定法律，確定自衛隊在和平時期在區域安全中的作用
  - 通過修改《自衛隊法》等方式制定「緊急情況立法」
- 歷史認知
  - 上一場戰爭是解放東亞的戰爭[31]，日本政府的道歉外交是在蔑視日本的歷史和陣亡將士[30]。
  - 「隨軍慰安婦」不是強迫綁架，而是公娼制度，「南京大屠殺」也不存在[31]。
- 靖國神社
  - 日本首相正式參拜神社。
  - 反對建造無宗教的「國家紀念設施」，以取代神社。
- 促進婦女全國運動[32]
  - 反對夫妻別姓[33]
  - 反對《兩性平等條例》